# Friederike Caroline Neuber
Friederike Caroline Neuber, surnommée Die Neuberin, née le 9 mars 1697 à Reichenbach im Vogtland et morte le 30 novembre 1760  à Laubegast, est une directrice et actrice de théâtre, l'une des plus célèbres dans l'histoire du théâtre allemand.

## Biographie
Née en 1697, Caroline Neuer s'enfuit de chez elle en 1717 avec un étudiant nommé Johan Neuber, qu'elle épousa en 1718. En 1727, elle fut faite actrice de la cour et obtint d'avoir sa propre compagnie. Active dans l'introduction du théâtre français,, en 1737, elle bannit, de façon symbolique, le personnage Hans Wurst de ses pièces, bannissement qui a été interprété comme un moment emblématique du théâtre allemand qui passait du Stegreiftheater (populaire et improvisé) à un théâtre écrit et littéraire,. Sa troupe de théâtre est dissoute en 1749. Elle meurt en 1760.

## Portraits

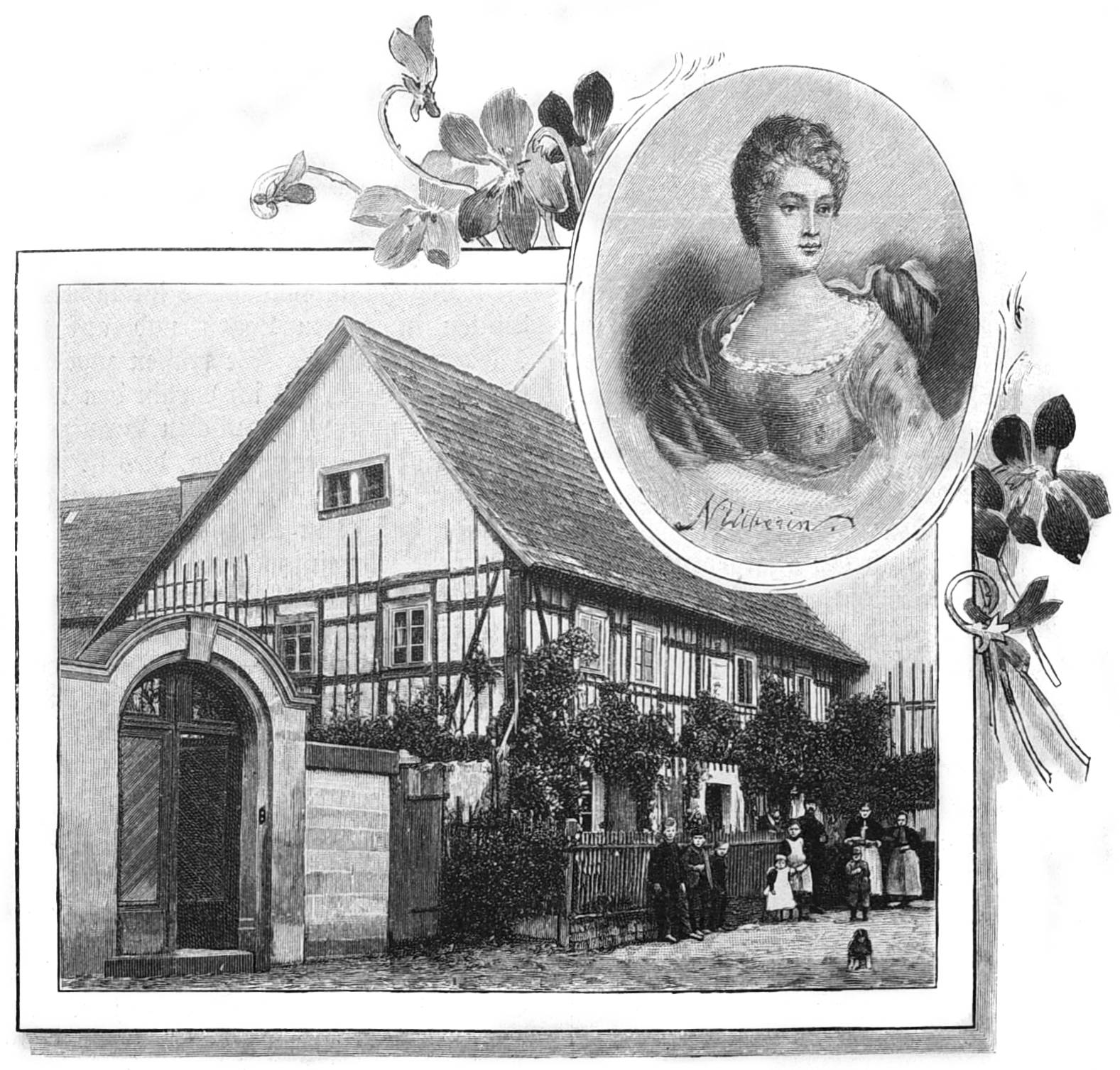
Portrait paru dans Die Gartenlaube, 1897